# Rhodophiala rosea
Rhodophiala rosea är en amaryllisväxtart som först beskrevs av Robert Sweet, och fick sitt nu gällande namn av Hamilton Paul Traub. Rhodophiala rosea ingår i släktet Rhodophiala och familjen amaryllisväxter. Inga underarter finns listade i Catalogue of Life.